# Helianthemum glaucescens
Helianthemum glaucescens är en solvändeväxtart som först beskrevs av Svante Samuel Murbeck, och fick sitt nu gällande namn av N. N. Tzvelev. Helianthemum glaucescens ingår i släktet solvändor, och familjen solvändeväxter. Inga underarter finns listade i Catalogue of Life.